# Eden Springs
Eden Springs est spécialisée dans la distribution de boissons au bureau. Grâce à une large gamme de produits incluant des fontaines à eau, dit « HOD », fontaines en réseau, bouteilles PET ou encore différentes solutions café, Eden Springs propose à ses clients une offre adaptée à chacun de leurs besoins.

## Eden Springs International SA
Eden Springs International SA a commencé ses activités en Pologne en 1997, le marché suisse a suivi en 1999, et devint l'emplacement du siège européen de l'entreprise.
Par une combinaison de croissance organique et d’acquisitions stratégiques, Eden s’est agrandi pour devenir le leader européen de la distribution de fontaines à eau en moins de 8 ans, avec la plus large couverture géographique de cette industrie. Afin d’étendre son offre, Eden Springs propose aussi des solutions café.
Aujourd'hui, Eden Springs International est présente dans les pays suivants
- France et Luxembourg, sous la marque Château d'eau
- Espagne , sous la marque Agua Eden
- Pologne
- Suisse, incluant la marque Edelvia
- Allemagne
- Portugal, sous la marque Selda
- Royaume-Uni
- Russie sous la marque Pure Life
- Finlande
- Norvège
- Suède
- Danemark
- Hollande
- Estonie
- Lettonie
- Lituanie

## Eden Springs (Suisse) SA
Eden Springs (Suisse) SA, est active depuis le 1er janvier 2000.
Elle se trouve non loin du siège international à Préverenges, et compte 9 sites répartis dans tout le territoire helvétique.
Les principes commerciaux moteurs de la société sont: l'acquisition de concurrents potentiels et la livraison proactive.